# 烏茲別克童工問題
有報告指出烏茲別克在其棉花產業中廣泛使用強制性童工。在2007年，BBC的《新聞之夜》節目中報導了烏茲別克的強制性童工在完全由政府控制的棉花產業中，每年會出現兩個半月。自由歐洲電臺提到說，烏茲別克的人權運動人士指出，這種強制童工的使用是「有意為之的國家政策」。
儘管包括Asda、蓋璞、马莎百货和乐购等在內的相當數量的歐美集團已開始抵制此種行為。儘管官方已禁絕此種做法，但據報，在2009年這種事是依舊持續的。

## 參照
1. 1 2  Nick Mathiason. . The Guardian. 24 May 2009  [2013-04-08]. （原始内容存档于2011-12-04）.
2. ↑  . BBC. 30 October 2007.
3. ↑  Gulnoza Saidazimova. . Radio Free Europe. 19 January 2008  [2013-04-08]. （原始内容存档于2020-09-04）.
4. ↑  Rustam Qobil. . BBC. 11 November 2009  [2013-04-08]. （原始内容存档于2021-09-21）.